# أزادشهر
أزادشهر (بالفارسية: آزادشهر) هي مدينة تقع في مركز مقاطعة آزادشهر في محافظة غلستان في إيران . يقدر عدد سكانها بـ 38,260 نسمة .

## أعلام
- أحمد نورالهي
- مهدي واعظي
- بهمان جيهان تيغ